# Takeshi Miura
Takeshi Miura (em japonês, 三浦 武) (Cafelândia, 30 de novembro de 1942) é um judoca brasileiro.

## Primeiros anos
Foi criado por sua avó, com quem aprendeu a língua e os costumes japoneses. A família Miura original chegou ao Brasil no transatlântico Kasato Maru, como parte da grande leva de imigrantes nipônicos.
De família pobre do interior paulista, Miura ingressou no judô aos 12 anos de idade, sob a tutela do professor Teruyuki Endo, na cidade de Mauá.
Para competir, Miura viajava de trem até a capital paulista e, já na faixa verde, começou a despontar como brilhante competidor, tendo conquistado vários títulos estaduais paulistas e nos campeonatos JuKenDô. Em 1960 mudou-se para a capital, passando a treinar com o professor Manuel Lacerda.

## Mudança para Brasília
A convite do então presidente da Federação Metropolitana de Judô, coronel Monserrat, no dia 25 de janeiro de 1964, Miura chegou a Brasília, portando o segundo dan, e se alojou na casa do mestre Michio Ninomiya, formado em judô no Japão, e introdutor da modalidade no Distrito Federal. O novo hóspede relata que “foram 90 dias de aprendizagem, com aquele homem que tinha a magia nas mãos (para curar), foram lições de técnica, filosofia e humildade.” Logo que chegou, juntamente com o professor Santana, montou a Academia SAMI (Santana e Miura). Um ano depois se separaram e foi fundada a Academia Judô Miura.

## Conquistas
Miura foi cinco vezes campeão brasileiro e campeão pan-americano nos Jogos Pan-Americanos de Winnipeg em 1967 no Canadá. Na ocasião, Miura foi considerado o atleta mais técnico de todo o torneio.
Nos anos de ouro do competidor Miura não havia divisões por peso, mas tão somente por faixas, quando o judô era considerado o esporte do menor vencer o maior, onde o peso não era levado em conta, mas tão somente a técnica. Miura pesava 68 kg em 1966, quando foi campeão absoluto nos 1os Grandes Jogos de Belo Horizonte, dos quais participaram atletas afamados, alguns pesando mais do dobro que Miura. Em 1986 recebeu das mãos do mestre G. Matsuuchi a faixa vermelho-e-branca de 6º dan e, em 2000, foi promovido a faixa vermelha 9º dan, pela CBJ.

## Alunos
Em sua academia na Asa Sul em Brasília, mestre Miura formou várias gerações, não somente como judocas, mas moldando-lhes o caráter e a personalidade, por meio de treinamento, mensagens positivas e, sobretudo, pelo exemplo. Anualmente, há quase 50 anos ininterruptos, no primeiro dia do ano, Miura dirige a Cerimônia de Ano Novo (Kagami biraki), quando reúne alunos, ex-alunos e familiares para um treino e mensagem filosófica.
Em 2004, Miura foi homenageado pela Liga de Judô do Distrito Federal pelos seus 50 anos de judô, durante os quais formou inúmeros atletas, numa média de dez a quinze novos faixas pretas a cada ano, tendo diversos desses atingido o grau de kodansha (faixa vermelho-e-branca). Dentre seus alunos, podem-se destacar: Heli Sasaki, campeão pan-americano 1967 (San Juan/Porto Rico); Fenelon Silva, campeão pan-americano 1975; Bráulio B. Barboza, ouro no 2nd Asian Grand Masters Open Judo Championship (2013 - Kodokan Tokio JP), vice campeão mundial (2016 - Fort Lauderdale FL-USA),5 colocado (2007 - SP, - 2012 Miami FL-USA) campeão brasileiro (2006 - S.P., 2011 - SP, 2012 -BA, 2013 - SP, 2015 - S.P., 2016 -BA., 2017 - S.P., 2018 -CE, 2019 - RN), vice campeão (2004- S.P.), 3 lugar (2005 - S.P., 2008 - S.P.), campeão  sul-americano peso (2011 -URU, 2012 - RS e 2013 - ARG),  absoluto (2011 - URU e 2012 - RS) e equipe (2012 - RS), vice campeão peso (2018 - ARG e 2019 - CHI) vice campeão equipe (2011 -URU)  e campeão  pan-americano master peso (2011 - RS, 2013 - ARG e 2019 - CHI) e absoluto (2011 - RS), vice campeão (2018 - ARG); Adolfo Schimicoski, campeão ibero-americano e sul-americano; José Mário Tranquillini, campeão pan-americano 1995, várias vezes campeão brasileiro; Milena Mendes, campeã pan-americana 2009, bicampeã brasileira; Morgana Peixoto; Clenice Costa, campeã brasileira juvenil e master, campeã sul-americana; Ravi, campeão sul-americano; Ana Paula, campeã sul-americana; professor Paulo Duarte, 8º dan, técnico de renome internacional; professor Alfredo Arrais, 8º dan;, Altair Bezerra, 6º dan; Héder Marcos, 6º dan; José Carlos, 6º dan; Cecília Cunha, campeão da Copa Internacional SanKaku na Itália; Shiro Yoshioka, campeão sul-americamo; Shozo Yoshioka, campeão brasileiro; Fernando Soares, campeão brasileiro, campeão sul-americano e pan-americano master; Ronald Góes, vice-campeão brasileiro; Sílvio Bezerra, campeão mundial master; Ivan Pena, campeão mundial master de ne-waza e vice-campeão mundial master de nage-waza 2010; e Jairo Queiroz, campeão mundial master 2010, entre outros.

## Realizações
Em 30 de maio de 2009, Miura teve a iniciativa de reunir os "históricos" do Judô Candango promovendo a Festa dos 50 anos de Judô em Brasília, com uma exposição de fotos, coquetel e jantar de gala no Salão Azul do Hotel Nacional, num evento de caráter não institucional (desvinculado de clubes ou federações), com mais de 300 participantes.
Tendo vindo para ser professor de judô na nova capital do país, Miura conseguiu destaque não só na conquista de medalhas e na formação integral de jovens, sendo igualmente reconhecido como mestre em culinária, por meio de seu afamado sukiyaki e suas incomparáveis saladas, bem como na arte da pintura, sendo artista reconhecido até mesmo por exposições no Ministério da Cultura (2003) e no Museu de Arte de Brasília (2005). De extrema técnica e vitalidade, Miura é temido nos randoris tanto em pé como no solo e, não raro, vêm professores de jiu-jitsu a sua academia para tentar derrotá-lo.
Miura cultua não somente o espírito do judô, como dá prosseguimento ao trabalho de mestre Jigoro Kano na criação e aperfeiçoamento de técnicas de alta eficiência e sutileza. Essas pesquisas são catalogadas e transmitidas a alunos até de outras academias, nos vários cursos “Kuro Obi” que ministra. Miura aceita convites para ministrar cursos em outros estados ou países, podendo dirigir cursos tanto em português quanto em japonês. Se necessário, pode ir acompanhado de um judoca para traduzir para o italiano ou para inglês, espanhol e esperanto.
Se alguém chegar na academia e vir alguém saltando caixinhas de papelão ou treinando com um O-hashi (pauzinho de comer) debaixo dos braços, saiba que são as técnicas especiais de treinamento do mestre Miura.
Atualmente o sensei Miura mantém um projeto denominado "Cresça com seu Filho", no qual ministra duas aulas semanais para uma turma composta de pais e filhos, independentemente da idade. Nesses treinamentos os participantes têm a oportunidade de, além de aprender as técnicas de luta, absorver os ensinamentos e experiências do sensei sobre a filosofia do judô e suas aplicações para a vida.
Realizado e reconhecido como educador, pai, judoca, pintor, pescador e cozinheiro, Miura acalentava o sonho de receber seu 10º dan ainda a tempo de poder derrubar e por para dormir muitos faixas-pretas.
No dia 3 de novembro de 2019, o sensei Miura, aos 77 anos, teve um Acidente Vascular Cerebral (AVC) isquêmico8 no hemisfério cerebral esquerdo, estando com deficiência de movimentos do lado direito do corpo e do centro da fala. Tem recebido total apoio e cuidados da esposa, parentes próximos e da grande família de judokas.